# Ernst Gräfenberg

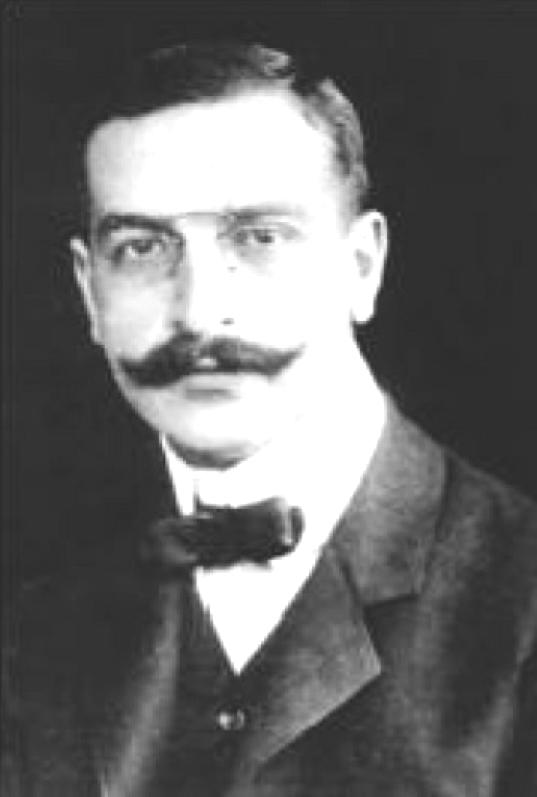
Ernst Gräfenberg, 1920er Jahre

Ernst Gräfenberg (* 26. September 1881 in Adelebsen in der Nähe von Göttingen; † 28. Oktober 1957 in New York), nach Emigration: Ernest Grafenberg, war ein deutscher Gynäkologe und Erstbeschreiber des weiblichen G-Punktes.

## Leben
Ernst Gräfenberg war der jüngste Sohn von Salomon Gräfenberg, der ein Eisenwarengeschäft in Adelebsen betrieb. Einer seiner Halbbrüder ist der Neuphilologe Selly Gräfenberg. Nach dem Besuch der Grundschule in Adelebsen wechselte Ernst 1892 an das heutige Max-Planck-Gymnasium in Göttingen, wo er Ostern 1900 die Reifeprüfung ablegte. Gräfenberg studierte in Göttingen und München Medizin. Er wurde am 10. März 1905 in Göttingen mit einer Arbeit über Die Entwicklung der Knochen, Muskeln und Nerven der Hand und der für die Bewegungen der Hand bestimmten Muskeln des Oberarms promoviert. Seiner Arbeit wurde der Preis der Petsche-Stiftung verliehen.
Nach seiner Promotion arbeitete er kurze Zeit an der Augenklinik der Universität Würzburg, um noch im selben Jahr an die Universitätsfrauenklinik Kiel zu wechseln. Dort wurde er Schüler von Richard Werth und ab 1908 von Johannes Pfannenstiel. In der Kieler Zeit veröffentlichte er Arbeiten zur Eieinnistung und über die Ausbreitung von Krebs über die Blutbahn (Gräfenberg-Theorie). Nach seinem Wechsel 1910 nach Berlin arbeitete er als Chefarzt der gynäkologisch-geburtsbehilflichen Abteilung am Krankenhaus in Berlin-Britz und eröffnete eine eigene Klinik in Schöneberg.
Ernst Gräfenberg nahm als Freiwilliger am Ersten Weltkrieg teil. Als Sanitätsoffizier erhielt er das Eiserne Kreuz zweiter und erster Klasse. Nach Ende des Ersten Weltkriegs kehrte er in seine Praxis in Berlin zurück. 1921 heiratete er Rosa Goldschmidt (* 24. Juli 1898 in Mannheim). Die kinderlose Ehe wurde 1924 „wegen Disharmonie in beiderseitigem Einverständnis geschieden“. Rosa heiratete später Franz Ullstein, den Sohn von Leopold Ullstein, und in dritter Ehe Armin Wolrad Graf von Waldeck. Unter dem Namen Rosie Waldeck wurde sie als Schriftstellerin bekannt.
1933 wurde Gräfenberg als Jude wie andere Chefärzte seiner Position enthoben, 1939 wurde ihm auch der Doktor-Grad aberkannt (und erst 1954 wieder zugesprochen). Trotz vieler Warnungen fühlte er sich in Berlin sicher, bis er 1937 wegen angeblichen Devisen- und Briefmarkenschmuggels verhaftet wurde. Gräfenberg saß zunächst im Berliner Gefängnis Moabit in Untersuchungshaft. Nach seiner Verurteilung zu drei Jahren Zuchthaus und einer Geldstrafe von 199.000 Reichsmark saß er bis 1940 im Zuchthaus Brandenburg-Görden ein. Durch Verkauf seines Eigentums und durch Unterstützung seitens in- und ausländischer Freunde, die über die US-Botschaft ein hohes Lösegeld für ihn zahlten, insbesondere Margaret Sanger, konnte er nach seiner Entlassung 1940 über Sibirien und Japan nach Kalifornien ausreisen. Er starb am 28. Oktober 1957 in New York.

## Forschung und Wirken
Bekannt ist Gräfenberg durch seine Studien der weiblichen Geschlechtsorgane im Besonderen im Hinblick auf den Orgasmus. Nach ihm sind die Gräfenberg-Zone (umgangssprachlich, aber fachlich unzutreffend auch G-Punkt) und der Gräfenberg-Ring (ein mit Silberdraht umwickelter Ring, der wie die Spirale zur Verhütung in die Gebärmutter eingeführt wird) benannt. Unter anderem hat Gräfenberg auch den ersten Eisprungtest entwickelt. Er forschte auch über die weibliche Ejakulation.